# Tosylmethylisocyanide
Tosylmethylisocyanide of TOSMIC is een organische verbinding met als brutoformule C9H9NO2S.  

## Synthese
Tosylmethylisocyanide kan bereid worden door dehydratie van N-tosylmethylformamide met fosforylchloride.

## Structuur en toepassingen
Tosylmethylisocyanide is een zeer veelzijdig synthon in de organische synthese. Het werd in 1972 ontworpen door de Nederlandse professor A.M. Van Leusen en diens onderzoeksgroep van de Universiteit van Groningen. Het is afgeleid van methylisocyanide en bezit tal van interessante eigenschappen die in vele organische syntheses kunnen benut worden. Tosylmethylisocyanide bestaat uit 3 belangrijke bouwstenen: een isocyanidegroep (1), een zuur α-koolstofatoom (2) en een sulfonylgroep (3).
Het isocyanidegedeelte ondergaat typische α-additiereacties, terwijl de sulfonylgroep als goede leaving group kan aangewend worden. Een tweede functie van de sulfonylgroep is het versterken van het zure karakter van het α-koolstofatoom.

## Reacties
Tosylmethylisocyanide ondergaat, als gevolg van diens veelzijdige structuur, tal van reacties. Het is in staat om tal van heterocyclische verbindingen te vormen, waaronder oxazolidines, oxazolen, indolen, pyrrolen, thiazolen en triazolen.

### Synthese van oxazolen
Oxazool en diens derivaten kunnen vlot bereid worden door reactie van tosylmethylisocyanide met een aldehyde, in aanwezigheid van kaliumcarbonaat als base. Het geheel wordt gerefluxed in methanol. Het rendement bedraagt ongeveer 80%.

### Synthese van imidazolen (Van Leusen-reactie)
De Van Leusen-imidazoolsynthese is een door Van Leusen zelf ontwikkelde methode om via tosylmethylisocyanide imidazolen te bereiden. De aangewende precursor hiervoor is een aldimine. Later is nog een meerstapsproces ontwikkeld, waarbij het aldimine in situ wordt gegenereerd uit een aldehyde en een primair amine.

### Synthese van andere heterocyclische verbindingen
Tosylmethylisocyanide kan verder aangewend worden voor de bereiding van:
- Imidazolen: door reactie met imidoylchloriden in aanwezigheid van natriumhydride in DMSO (een alternatief voor de Van Leusen-imidazoolsynthese)[4]
- Pyrrolen: door reactie met α,β-onverzadigde ketonen, esters of nitrilen in basisch milieu[4]
- Indolen: via de elektrocyclische reactie met 2,3-dialkenylgesubstitueerde pyrrolen, gevolgd door een dehydrogenering[5]
- 1,2,4-triazolen: door de cycloadditie met diazoniumzouten in basisch midden[6]
- Thiazolen: door de base-geïnduceerde cycloadditie met een thiocarbonylverbinding[7]

### Tosylmethylisocyanide als connecterend reagens
Aangezien tosylmethylisocyanide een geactiveerde methyleengroep bezit, kan het eenvoudig en snel gestabiliseerde carbanionen vormen. Dit kan met tal van elektrofielen reageren, waardoor koppelingsreacties mogelijk zijn.